# Grini Station
Grini Station (Grini stasjon) var en metrostation på Røabanen på T-banen i Oslo. Stationen lå i Grini i Bærum kommune i Akershus, mellem Ekraveien Station og Eiksmarka Station. Den blev åbnet i 1948, var endestation til 1951 og blev nedlagt i 1995, hvor banen blev ombygget til metrostandard.
Stationen burde egentlig have haft flere passagererne end den havde. Men fordi taksterne var højere for passagerer til og fra Bærum end i Oslo, foretrak mange at bruge Ekraveien i stedet.
I nærheden af Grini Station lå Grini teglverk og Negerlandsbyen. Negerlandsbyen var et kaldenavn for et kvarter af typehuse bygget ad Selvaag omkring 1965, hvor alle husene var bejdset sorte.
59°56′58″N 10°37′48″Ø / 59.9494°N 10.6301°Ø